# Melhor jogador junior de rugby do mundo pela IRB
O IRB Junior Player of the Year é um prêmio anual, que se repete desde 2008 e é entregue pela International Rugby Board (IRB) ao melhor jogador junior de rugby durante aquele ano.
Este prêmio é uma junção dos prêmios Melhor jogador sub-19 de rugby do mundo pela IRB e Melhor jogador sub-21 de rugby do mundo pela IRB, que foram entregues pela IRB até 2007.

## List of Winners and Nominees
| Ano  | Vencedor       | Indicados                                                |
| ---- | -------------- | -------------------------------------------------------- |
| 2008 | Luke Braid     |                                                          |
| 2009 | Aaron Cruden   | Winston Stanley Carl Fearns Richard Kingi                |
| 2010 | Julian Savea   | Tyler Bleyendaal Robbie Coleman Ignacio Rodriguez Muedra |
| 2011 | George Ford    | Luke Whitelock Sam Cane                                  |
| 2012 | Jan Serfontein | JJ Hanrahan Shaun Adendorff                              |